# Jamal Ben Saddik
Jamal Ben Saddik né le  3 octobre 1990 à Anvers (Belgique), est un kick-boxeur marocain de poids super-lourds dans l'organisation Glory.
Jamal Ben Saddik commence sa carrière de combattant en kickboxing en 2011, principalement aux Pays-Bas. Recruté par l'organisation Glory en 2012, il choisit de défendre les couleurs du Maroc et y remporte plusieurs titres dont celui du champion du monde en 2018.
En 2020, Rico Verhoeven succède la première place de Jamal Ben Saddik dans le classement des poids super-lourds en Glory.

## Biographie

### Jeunesse (1990-2010)
Né à Anvers de parents marocains berbères de la tribu des Aït Ouriaghel, il grandit à Anvers dans le district de Borgerhout. Ses parents, originaires du village Bni Hadifa dans la région montagneuse du Rif, émigrent en Belgique dans les années 1980. Il a deux frères aînés et quatre sœurs cadettes. Son père l'inscrit tôt au sport de combat à l'âge de huit ans. Très inspiré d'une carrière de footballeur, il s'y lance mais arrête très vite le football à l'âge de seize ans. Entraîné par Cor Hemmers, il continue alors le kickboxing dans une salle d'entraînement à Anvers jusqu'à ses dix-huit ans avant de déménager à Bréda aux Pays-Bas dans la salle Hemmers Gym.
Lorsqu'il a 19 ans, il est victime d'une fusillade où il s'en sortira indemne, blessé à la cuisse gauche.

### Débuts dans le kickboxing (2011-2012)
Le 6 mars 2011, il fait ses débuts dans It's Showtime en combattant Rico Verhoeven. Il remporte ce combat et est qualifié pour combattre Anderson Silva au It's Showtime 2011, le 21 mai 2011, mais le combat est finalement annulé. Jamal Ben Saddik finira par entrer sur le ring pour affronter Daniel Ghiță.
Le 23 mars 2012, il remporte son combat contre Vitaly Oparin sur TKO au United Glory 15. Quelques mois plus tard, le 2 juin 2012, il bat Nikolaj Falin sur un KO au quatrième round.

### GLORY

#### Difficultés à confirmer (2012-2014)
Ayant fait ses preuves lors de ses combats amateurs, le 6 octobre 2012, il perd son premier combat professionnel sous GLORY à Bruxelles face à Jahfarr Wilnis. Difficile de faire ses preuves dans le haut niveau, Jamal Ben Saddik pèse 120 kilos et a du mal à éliminer la graisse. Le jeune kickboxeur de 22 ans finira quand même par participer à des tournois internationaux.
A l'occasion de l'événement Glory 4 Heavyeight Grand Slam ayant lieu le 21 décembre 2012 à Tokyo, il affronte le #4 au monde Errol Zimmerman et remporte ce combat sur décision. Qualifié en quarts de finales, il affronte Remy Bonjasky et remporte à nouveau son combat sur des points. En demi-finales, il perd contre Daniel Ghita. Revenant en Belgique, Jamal Ben Saddik gagne en notoriété à la suite de deux victoires face à deux kickboxeurs internationalement expérimentés.
Le 3 mai 2013, Jamal Ben Saddik fait son grand retour sur la scène lors de l'événement Glory 8 -65kg Slam en affrontant Peter Aerts. Lors du premier round, il domine et parvient à mettre au sol son adversaire. Lors du second round, Peter Aerts parvient à faire tomber Jamal Ben Saddik trois fois de suite. L'arbitre est forcé d'arrêter le combat et d'offrir la victoire à Peter Aerts.
Le 23 novembre 2013, à l'occasion de l'événement Glory 12 ayant lieu à New York, il participe au tournoi Lightweight World Championship et est pour la première fois victime d'un KO face à Ben Edwards.
Le 8 mars 2014, Jamal Ben Saddik est confronté à Benjamin Adegbuyi à l'occasion du Glory 14 à Zagreb. Le kickboxeur marocain finira par casser son bras en entraînement. Il est finalement remplacé par Dmytro Bezus.

#### Entre problèmes disciplinaires et blessures (2014-2018)
Le 3 mai 2014, il parvient à battre pour la première fois un adversaire sur KO. Lors du Glory 16 ayant lieu à Denver, il bat son adversaire Nicolas Wamba sur un KO au deuxième round.
Le 29 juin 2014, à l'occasion de l'événement Qabala Fight Series #1 organisé à Qabala par l'organisation GLORY, il est disqualifié pour manque de discipline. Lors de son combat contre Hesdy Gerges, il attribue un coup pendant que son adversaire est au sol. Quelques jours plus tard, Hesdy Gerges réagit publiquement en demandant à affronter Jamal Ben Saddik. GLORY n'organisera finalement jamais ce combat. À la suite de cet incident, Glory punit Jamal Ben Saddik et le suspend pour une durée de six mois.
Lors du Glory 22 en 2015, il remporte son combat face à Mamoudou Keta sur un KO au premier round. Il participe lors de la même soirée à une deuxième combat, l'opposant à Anderson Silva. Il remporte ce deuxième combat sur un TKO au troisième round.
Jamal Ben Saddik participe à des compétitions hors GLORY où il affronte Brian Douwes à l'occasion de l'A1 WCC 20. Douwes remporte ce combat sur décision. Le deuxième combat de Jamal Ben Saddik hors GLORY a lieu lors de l'événement A1 WCC 21 contre Andre Schmeling. Sous ACB Kikcboxing, Jamal Ben Saddik compte un combat contre Gordon Haupt, qu'il remportera sur un KO au premier round.
Le 9 décembre 2017, Jamal Ben Saddik défie Rico Verhoeven, un adversaire qu'il a déjà auparavant défié lors du It's Showtime en 2011. Le combat le plus attendu de l'année par le public néerlandais finira par couronner Rico Verhoeven comme vainqueur du combat. Il remporte ce combat sur un KO technique au 5e round.

#### Sur l'avant de la scène (2018-2021)
Le 29 septembre 2018, à l'occasion du Glory 59, Jamal Ben Saddik affronte D'Angelo Marshall à dans la Johan Cruyff Arena à Amsterdam. Il remporte ce combat sur TKO au premier round sous les yeux de son compatriote et concurrent Badr Hari. En fin de combat, Jamal Ben Saddik prend le micro et invite Badr Hari à monter sur scène pour l'annonce d'un combat entre les deux hommes. Badr Hari finira par monter sur le ring et citera publiquement que tous les kickboxeurs qui ont combattu lors de cette soirée, étaient pour lui des amateurs.

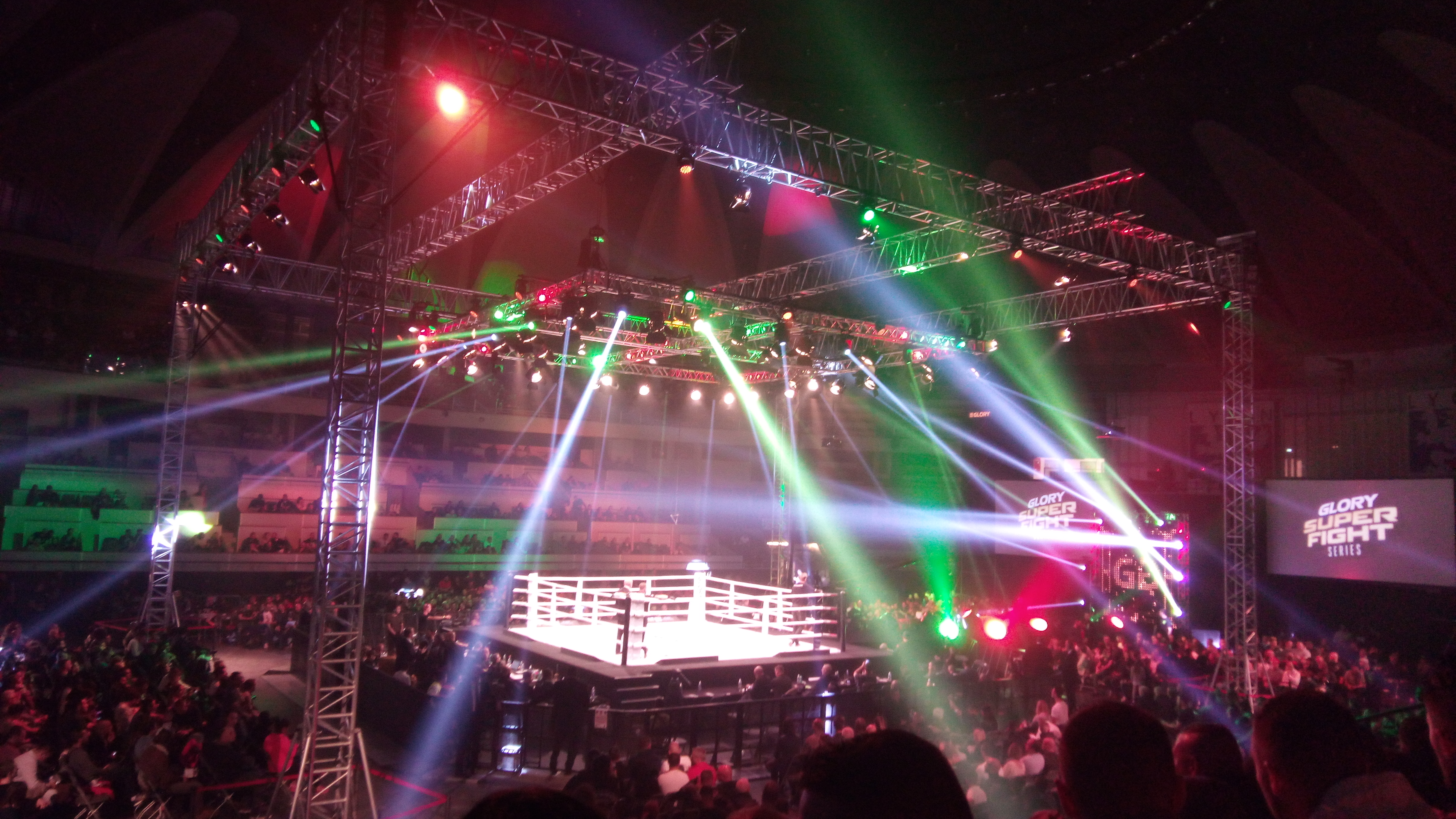
Préparations de l'événement GLORY entre Ismael Londt et Jamal Ben Saddik en 2018.

De retour en Glory, Jamal Ben Saddik frappe un grand coup en remportant deux victoires, face à Ismael Londt et Guto Inocente. Prenant plus de poids, Jamal Ben Saddik est mis en lumière pour affronter Rico Verhoeven pour le titre de champion du monde Glory.
Le 8 décembre 2018, à l'occasion du tournoi Glory 62 Heavyweight Contender, Glory oppose Jamal Ben Saddik à Benjamin Adegbuyi. Le kickboxeur marocain remporte ce combat au premier round en pleine finale. Lors de cette soirée, Jamal Ben Saddik avait battu Junior Tafa et Guto Inocente en quarts et en demi-finales. 
Le 15 janvier 2020, Jamal Ben Saddik prolonge son contrat chez GLORY.
En octobre 2020, GLORY annonce un combat planifié entre Jamal Ben Saddik et Rico Verhoeven à l'occasion du titre de champion du monde Glory. Onze jours avant le combat, Jamal Ben Saddik déclare forfait à la suite d'une blessure au dos survenue pendant l'entraînement. Le 30 janvier 2021, l'événement a lieu et Jamal Ben Saddik est remplacé par Tarik Khbabez. Finalement malgré ses problèmes en dehors du kick boxing, Jamal Ben Saddik affrontera son rival Rico Verhoeven le 23 octobre 2021 lors du Glory Collision 3 en remplacement d’Alistair Overeem. Préparé par Mike Passenier, Jamal Ben Saddik dominera Rico Verhoeven jusqu’à lui infliger un knock-down et une grosse blessure autour de son œil gauche à la suite d'un direct puissant au deuxième round. Rico Verhoeven fera preuve de résilience et gagnera le combat au quatrième round par TKO car l’arbitre a jugé Jamal Ben Saddik inapte à continuer le combat.

#### Affaires judiciaires et condamnation (2021-2024)
Le 10 mars 2021, il est arrêté par les forces spéciales belges pour son appartenance à une organisation criminelle. Les autorités belges reprochent à Jamal Ben Saddik d'avoir vendu des cryptophones permettant aux criminels de s'échanger des messages Pretty Good Privacy (PGP) grâce au serveur Sky ECC. L'opération policière a arrêté au total 48 personnes en Belgique et aux Pays-Bas.
Il alors directement privé de liberté jusqu'au 12 mars, avant son apparition devant la juge au tribunal de Malines. Son avocat confirme et relaye l'information à la presse belge et néerlandaise. Le 12 mars, la Chambre de Conseil décide de prolonger la privation de liberté de Jamal Ben Saddik. Le kickboxeur reste un mois de plus en prison en attendant les enquêtes approfondies.
En mai, juin et juillet 2022, son ancien domicile familial est pris pour cible deux fois de suite par des tirs et des explosifs. Plus tard, via ses réseaux sociaux, Jamal Ben Saddik révèle ne plus résider à Borgerhout depuis plusieurs années. Pour ces affaires, Karim S., Tarik J. et Lorenzo P. originaires des Pays-Bas, sont arrêtés et condamnés jusqu'à quatre ans de prison.
Le 28 juin 2024, il est condamné à 40 mois de prison pour blanchiment d'argent criminel dans le cadre de l'enquête Sky ECC,.
Le 8 juillet 2024, il est à nouveau arrêté dans une affaire de kidnapping, où il aurait servit à l'agression d'un docker du port d'Anvers, attaché à une chaise dans une cave. L'homme aurait raté le retrait de 40.000 euros de cocaïne d'un conteneur en provenance d'Amérique latine. Le 10 septembre, à l'aide de son avocat, il est libéré de prison sous conditions avec un bracelet électronique. La police reproche le frère de Jamal Ben Saddik, Said, d'être actif dans un trafic de drogue international.

#### Retour sur le ring (depuis 2025)
En février 2025, Jamal Ben Saddik fait son retour sur le ring à l'occasion de l'événement Glory 98 à Rotterdam, dans lequel il bat l'Estonien Uku Jürjendal sur un TKO au troisième round,,. Deux mois plus tard, il bat le Roumain Christian Ristea à l'occasion de l'événement Glory 99: Last Heavyweight Standing sur une décision unanime,.

### Vie privée
En été 2012, alors que son grand frère vient de se marier, les médecins lui diagnostiquent un cancer de la thyroïde. Jamal continuera sa carrière dans le kickboxing, rêvant de remporter un titre international. 
Période où il combattra même Rico Verhoeven sans annoncer publiquement sa maladie.
En 2012, comptant se rendre à Apeldoorn en voiture, il est impliqué dans un accident de voiture mortel, causant le décès d'un homme de 60 ans en Belgique.
En fin 2017, il est ciblé dans une fusillade à Amsterdam. Il est touché par balle à sa jambe gauche.

### Documentaires et interviews
- Salaheddine bezoekt kickbokser Jamal Ben Saddik, YouTube, 2013
- Jamal Ben Saddik Blikt Terug, FunX, 2017
- Jamal Ben Saddik, interview de Bonjasky en 2018
- JAMAL BEN SADDIK PRAAT OVER DODELIJK ONGELUK, YouTube, NandoLeaks, 2018
- Bij Andy in de auto, YouTube, 2019